# Echidnodes sandwicensis
Echidnodes sandwicensis är en svampart som beskrevs av Petr. 1952. Echidnodes sandwicensis ingår i släktet Echidnodes och familjen Asterinaceae.   Inga underarter finns listade i Catalogue of Life.